# 津軽信敏
津軽 信敏（つがる のぶとし）は、江戸時代前期の旗本。陸奥国黒石領2代当主。

## 略歴
初代当主・津軽信英の長男として誕生。
寛文3年（1663年）1月、15歳で家督を継ぎ2代当主となる（当時の黒石領主は交代寄合の旗本）。所領は相続時点で5000石、のち弟・信純に上野国領半分など1000石を分知した（黒石支藩、黒石別家）。
延宝2年（1674年）、父・信英の13回忌に、信英霊廟を陸奥弘前藩本家4代藩主・津軽信政と共に参拝、石灯籠などを建立した（黒石神社に現存）。天和2年（1682年）、上総大館に大館八幡宮を再興する（同地に本殿現存）。
黒石は英邁で聞こえた先代信英の治世により、業種別の町割を奨めていたが、信敏はさらに「一町一業種一年間無税のお触れ」を出すなど、商業振興に努めた。天和3年（1683年）9月13日、死去。享年38。家督は長男・政兕が相続した。
若いころから鷹狩を好んだらしいことが、黒石の神社に伝わる伝承により推測される。

## 系譜
父母
- 津軽信英（父）

正室
- 美与 ー 津軽信義の娘

子女
- 津軽政兕（長男）
- 津軽信俗（次男）
- 津軽信隣[1]